# Johan Steengracht van Oostcapelle
Johan Steengracht van Oostcapelle, heer van Moyland, Till, Ossenbruch en Oostcapelle (Middelburg,  11 juli 1782 – Parijs, 17 december 1846) was een Nederlands kunstverzamelaar en museumdirecteur.

## Biografie
Steengracht, telg uit het geslacht Steengracht, was een zoon van politicus jhr. mr. Nicolaas Steengracht, heer van Oosterland, Sirjansland en Oosterstein (1754-1840) en Johanna Petronella van der Poort, vrouwe van Oostcapelle (1754-1783). Hij studeerde vanaf 1799 rechten in Utrecht, promoveerde in 1804 en vestigde zich daarna in Den Haag. In 1804 trouwde hij met Cornelia Johanna van Nellesteijn (1782-1842), dochter van mr. Cornelis Jan van Nellesteijn (1759-1832) en van Cornelia Adriana Maria van Bronckhorst (1756-1810). Het echtpaar woonde aan de Lange Vijverberg en kreeg zes kinderen. Hij bezat een groot aantal landgoederen, deels afkomstig uit de familie Steengracht. Ze lagen in de Achterhoek, in Zeeland (Oostcapelle, Oosterland (Schouwen-Duiveland) en Sirjansland) en rondom Kleef (Moyland, Till en Ossenbruch). 
In 1805 liet hij zijn landgoed bij Oostkapelle ontruimen en de inboedel verkopen. In 1809 kocht hij onderhands kasteel Keukenhof en redde zodoende de verwaarloosde buitenplaats van de ondergang. 
In 1816 werd hij door koning Willem I benoemd tot directeur van het Koninklijk Kabinet van Schilderijen in Den Haag, met als zijn onderdirecteur (tot 1820) de kunstenaar Jan Willem Pieneman. In hetzelfde jaar werd hij opgenomen in de Ridderschap van Zeeland en in de gemeenteraad van Den Haag. Daarnaast was hij lid van de Provinciale Staten van Zeeland, namens de Ridderschap, van 1819 tot 1826.
Steengracht verzamelde Hollandse Meesters uit de Gouden Eeuw en gold als een kunstkenner. Hij werd daarom gezien als goede keuze om de eerste directeur van het Mauritshuis te worden, dat in 1822 werd geopend met een collectie van tweehonderd schilderijen. (In datzelfde jaar werd het Gezicht op Delft van Johannes Vermeer aangekocht op een veiling. Het kwam op last van de koning niet in het Trippenhuis, maar in het Mauritshuis te hangen). In 1827 werd hij directeur van het Museum van Levende Nederlandsche Meesters in Haarlem, waar geen oude, maar levende meesters kwamen te hangen. Hij verwijderde uit de collectie van het Mauritshuis alle schilderijen die daarvoor in aanmerking kwamen en liet deze overbrengen naar het museum in Haarlem. In 1840 trad Steengracht af als directeur. 
Jkvr. Cecile Marie Steengracht (1813-1899), zijn enige dochter en getrouwd met Carel Anne Adriaan baron van Pallandt (1810-1883), erfde de Keukenhof, dat werd verhuurd aan mr. Hugo Gevers. In 1913 is de privécollectie van zijn kleinzoon in Parijs verkocht, waarbij het Mauritshuis vijf werken aankocht. Deze veiling is bekend vanwege de vele topwerken van:
- Gerard ter Borch
- Adriaen Brouwer - de pijproker
- Gerard Dou
- Antonie van Dyck
- Govert Flinck

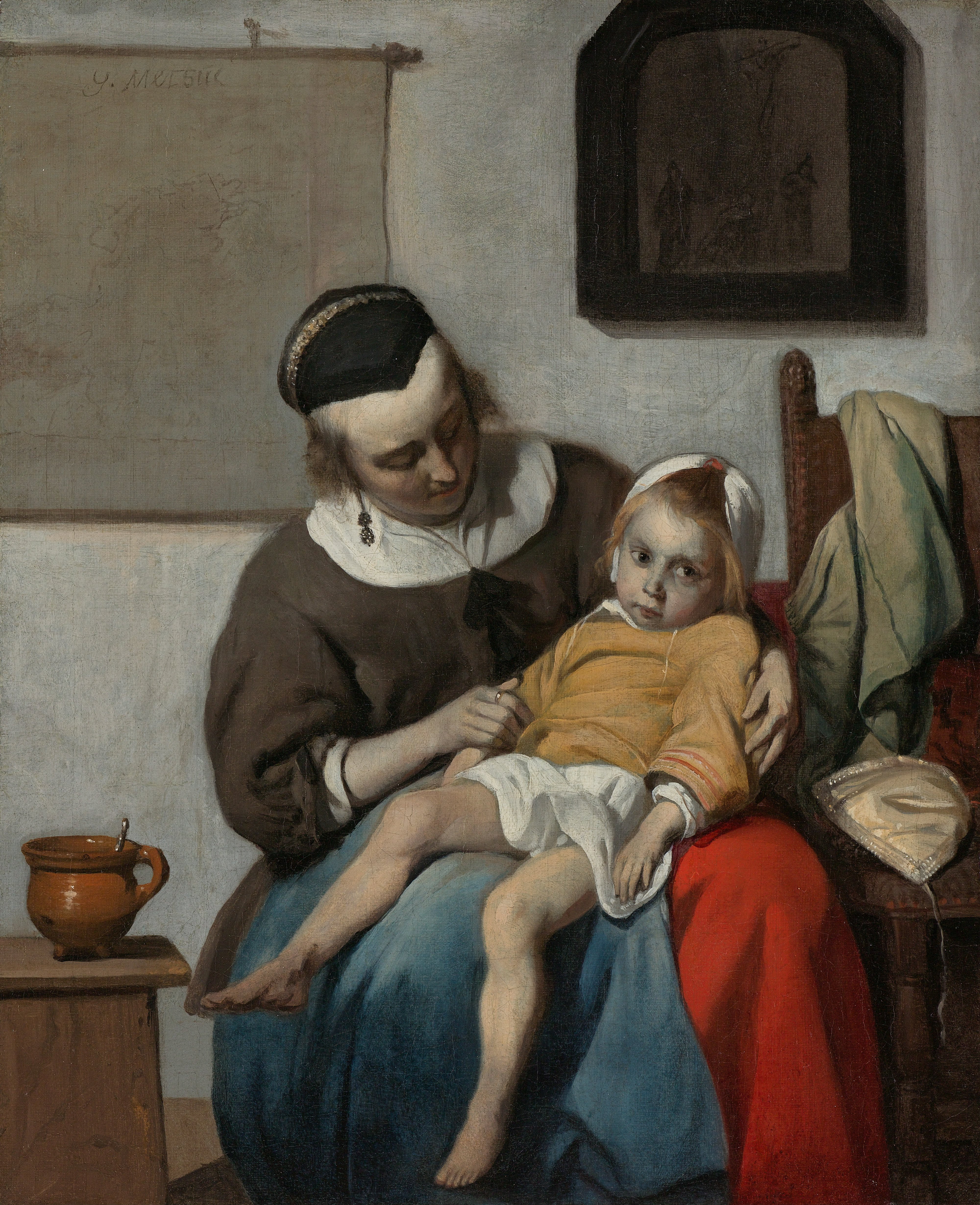
Moeder en het zieke kind door Gabriel Metsu; destijds aangekocht door Steengracht, nu in het Rijksmuseum

- Meindert Hobbema - Landschap met molen
- Pieter de Hooch
- Jacob Jordaens
- Gabriel Metsu - het zieke kind
- Aert van der Neer
- Adriaen van Ostade - boer met varken
- Paulus Potter
- Rembrandt - Bathseba MMA
- Peter Paul Rubens
- Jan Steen - zoals de ouden zongen, piepen de jongen
- Adriaan van de Velde

## Bron
- Jaspers, G. (2006) 'De historie van Keukenhof in kort bestek', in: Keukenhof: een kasteel aan de duinrand, p. 14-15.
- Lunsingh Scheurleer, Th.H. (1958) 'Geboorte en jeugdjaren van het Rijksmuseum', in: Het Rijksmuseum 1808 - 1958.